# Tram ATM serie 4500 (1984)
La vettura tranviaria 4500II dell'ATM di Milano era una vettura articolata sperimentale a pianale ribassato, ottenuta dall'unione di due vetture serie 1500.

## Storia
Nella prima metà degli anni ottanta, l'UNIFER promosse l'istituzione di una commissione di studio sulla nuova tecnologia del tram a pianale ribassato (TPR), allo scopo di definire degli standard costruttivi per le aziende del settore.
La commissione definì un modello di vettura articolata a due casse, di rodiggio B'2'B'; la sezione ribassata era quella compresa fra i due carrelli motori d'estremità, mentre la giostra Urbinati di collegamento fra le due casse era sostenuta da un carrello di tipo innovativo.
Agli inizi del 1984 le Officine Meccaniche della Stanga, grazie a un finanziamento del CNR, realizzarono un primo prototipo di carrello a ruote indipendenti di 550 mm di diametro, e grazie all'interessamento dell'ATM di Milano, che fornì due vetture serie 1500 danneggiate per incidente, fu possibile allestire un primo esemplare di tram a pianale ribassato.
Le due vetture furono tagliate, eliminando una testata e una coda, e le porte originarie furono spostate nella parte centrale ribassata. Alle due estremità rialzate furono creati due salottini, ripristinando l'arredamento degli anni trenta. I carrelli motori furono potenziati e dotati di freni a pattino.
La nuova vettura, la prima a pianale ribassato circolante in Italia, fu numerata 4500, riprendendo il numero di serie dei primi tram articolati di Milano; poiché a Milano questo numero era già stato impiegato in passato, la vettura è altresì nota come "4500II".
Le prove della 4500 iniziarono nel novembre 1984; la vettura fu presentata ufficialmente il successivo 14 dicembre. Durante le prove si rilevarono problemi alle sospensioni pneumatiche, che spinsero la Stanga a riprogettare il carrello usando delle sospensioni di diverso tipo; il prototipo milanese non ebbe alcun seguito, sia per il disinteresse dell'ATM, sia per la fine della Stanga.